# Monterrey Open
A Monterrey Open 2009 óta egy nők számára rendezett tenisztorna Mexikóban, Monterrey városában. A verseny 2021-ig International, 2021–2023 között WTA250, 2024-től WTA500 kategóriájú.
A mérkőzéseket kemény pályán, szabadtéren játsszák. 2012-ben a magyar Babos Tímea ezen a pályán szerezte első WTA-tornagyőzelmét.

## Döntők

### Egyéni
| Év   | Bajnok                      | Ellenfél a döntőben | Eredmény a döntőben |
| ---- | --------------------------- | ------------------- | ------------------- |
| 2024 | Linda Nosková               | Lulu Sun            | 7–6(6), 6–4         |
| 2023 | Donna Vekić                 | Caroline Garcia     | 6–4, 3–6, 7–5       |
| 2022 | Leylah Fernandez            | Camila Osorio       | 6–7(5), 6–4, 7–6(3) |
| 2021 | Leylah Fernandez            | Viktorija Golubic   | 6–1, 6–4            |
| 2020 | Elina Szvitolina            | Marie Bouzková      | 7–5, 4–6, 6–4       |
| 2019 | Garbiñe Muguruza            | Viktorija Azaranka  | 6–1, 3–1 feladta    |
| 2018 | Garbiñe Muguruza            | Babos Tímea         | 3–6, 6–4, 6–3       |
| 2017 | Anasztaszija Pavljucsenkova | Angelique Kerber    | 6–4, 2–6, 6–1       |
| 2016 | Heather Watson              | Kirsten Flipkens    | 3–6, 6–2, 6–3       |
| 2015 | Bacsinszky Tímea            | Caroline García     | 4–6, 6–2, 6–4       |
| 2014 | Ana Ivanović                | Jovana Jakšić       | 6–2, 6–1            |
| 2013 | Anasztaszija Pavljucsenkova | Angelique Kerber    | 4–6, 6–2, 6–4       |
| 2012 | Babos Tímea                 | Alexandra Cadanțu   | 6–4, 6–4            |
| 2011 | Anasztaszija Pavljucsenkova | Jelena Janković     | 2–6, 6–2, 6–3       |
| 2010 | Anasztaszija Pavljucsenkova | Daniela Hantuchová  | 1–6, 6–1, 6–0       |
| 2009 | Marion Bartoli              | Li Na               | 6–4, 6–3            |

### Páros
| Év   | Bajnokok                                       | Ellenfelek a döntőben                     | Eredmény a döntőben |
| ---- | ---------------------------------------------- | ----------------------------------------- | ------------------- |
| 2024 | Kuo Han-jü Monica Niculescu                    | Giuliana Olmos Alekszandra Panova         | 3–6, 6–3, [10–4]    |
| 2023 | Yuliana Lizarazo María Paulina Pérez García    | Kimberly Birrell Fernanda Contreras Gómez | 6–3, 5–7, [10–5]    |
| 2022 | Catherine Harrison Sabrine Santamaria          | Han Hszin-jün Jana Szizikova              | 1–6, 7–5, [10–6]    |
| 2021 | Caroline Dolehide Asia Muhammad                | Heather Watson Cseng Szaj-szaj            | 6–2, 6–3            |
| 2020 | Katerina Bondarenko Sharon Fichman             | Kato Miju Vang Ja-fan                     | 4–6, 6–3, [10–7]    |
| 2019 | Asia Muhammad Maria Sanchez                    | Monique Adamczak Jessica Moore            | 7–6(2), 6–4         |
| 2018 | Naomi Broady Sara Sorribes Tormo               | Desirae Krawczyk Giuliana Olmos           | 3–6, 6–4, [10–8]    |
| 2017 | Hibino Nao Alicja Rosolska                     | Dalila Jakupović Nagyija Kicsenok         | 6–2, 7–6(4)         |
| 2016 | Anabel Medina Garrigues Arantxa Parra Santonja | Petra Martić Maria Sanchez                | 4–6, 7–5, [10-7]    |
| 2015 | Gabriela Dabrowski Alicja Rosolska             | Anastasia Rodionova Arina Rodionova       | 6–3, 2–6, [10-3]    |
| 2014 | Darija Jurak Megan Moulton-Levy                | Babos Tímea Olga Govorcova                | 7–6(5), 3–6, [11-9] |
| 2013 | Babos Tímea Date Kimiko                        | Eva Birnerová Tamarine Tanasugarn         | 6–1, 6–4            |
| 2012 | Sara Errani Roberta Vinci                      | Date Kimiko Csang Suaj                    | 6–2, 7–6(6)         |
| 2011 | Iveta Benešová Barbora Záhlavová-Strýcová      | Anna-Lena Grönefeld Vania King            | 6–7(8), 6–2, [10–6] |
| 2010 | Iveta Benešová Barbora Záhlavová-Strýcová      | Anna-Lena Grönefeld Vania King            | 3–6, 6–4, [10–8]    |
| 2009 | Nathalie Dechy Mara Santangelo                 | Iveta Benešová Barbora Záhlavová-Strýcová | 6–3, 6–4            |